# مقاطعة دونيغال
مقاطعة دونيغال (/ˌdʌnɪˈɡɔːl, ˌdɒn-, ˈdɒnɪɡɔːl/ DUN-ig-AWL-,_-DON; الأيرلندية: Contae Dhún na nGall) هي إحدى مقاطعات جمهورية أيرلندا، إذ تعتبر جزءاً من أولستر، الواقعة شمال جزيرة أيرلندا، وتحدّ أيرلندا الشمالية. سمّيت على اسم مدينة دونيغال الواقعة جنوبي المقاطعة. وعرفت أيضاً باسم "تايركونيل". عاصمة المقاطعة مدينة ليفورد.
بلغ عدد سكانها 167,084 نسمة وفق التعداد السكاني في أيرلندا عام 2022.

## توأمة
ترتبط مقاطعة دونيغال باتفاقيات توأمة مع:
- سانت لويس

## أعلام
- كولومبا
- ديف غالاهر
- إسحاق بوت
- الكسندر بورتر
- باتريك جي. جونستون
- جورج بوين

## روابط إضافية
- Official County Donegal Portal
- Donegal County Council
- Donegal County.com & Dún-na-nGall.com Bi-lingual County Site
- A site of information
- On an Irish Jaunting Car through Donegal and Connemara (1902)
- www.pettigogaa.com